# Panomya nipponica
Panomya nipponica is een tweekleppigensoort uit de familie van de Hiatellidae. De wetenschappelijke naam van de soort is voor het eerst geldig gepubliceerd in 1935 door Nomura & Hatai.